# Tangerine Computer Systems
Tangerine Computer Systems was een Britse fabrikant van microcomputer, opgericht in 1979 en gevestigd in Ely (East Cambridgeshire). In de jaren 80 bracht dochteronderneming Oric Products International de reeks Oric-homecomputers uit.

## Geschiedenis
Tangerine Computer Systems werd in 1979 opgericht door Paul Johnson, Mark Rainer en Nigel Penton Tilbury in St. Ives (Cambridgeshire). De naam van het bedrijf, Tangerine (Nederlands: mandarijn), werd geïnspireerd door andere toenmalige computerbedrijven die vernoemd waren naar een fruitsoort, waaronder Apple. Het hoofdkantoor van het bedrijf werd later verplaatst naar Ely (East Cambridgeshire).

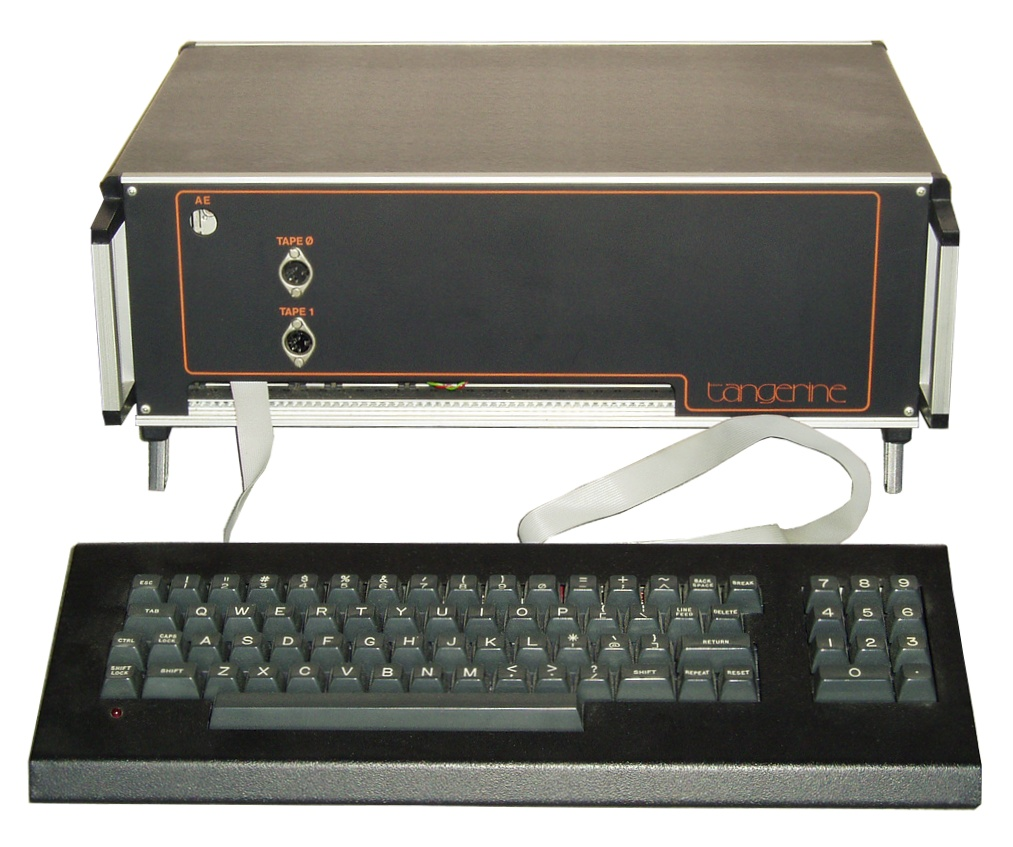
Microtan 65

Het eerste product van het bedrijf was de TAN1648 VDU-kit, die goed werd ontvangen door de vakpers. Daarna bracht het bedrijf de Microtan 65 uit, een van de eerste kit-computers op basis van de MOS 6502-microprocessor. De Microtan 65 was bedoeld als een microcomputer voor algemeen gebruik die ontworpen was met uitbreidbaarheid in gedachten, zodat de computer gebruikt kon worden door zowel laboratoria, OEM's als computerliefhebbers.
Vervolgens ontwierp Tangerine een volwaardige desktopcomputer: de Microtan 2, ook bekend als de Tangerine Tiger. Ze verkochten het ontwerp aan HH Electronics, beter bekend van zijn versterkers. HH Electronics bracht de computer op de markt bracht als de HH Tiger, maar het werd geen commercieel succes.

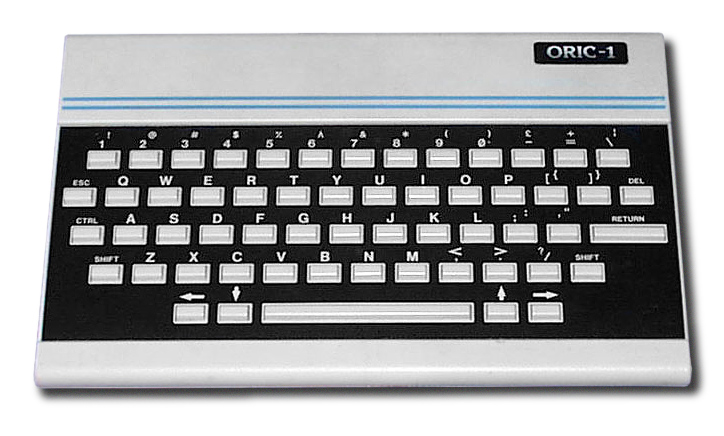
Oric-1

Toen de markt voor homecomputers langzaam begon te groeien, werd het noodzakelijk om ook daar aanwezig te zijn. Het succes van de ZX Spectrum inspireerde Tangerine om een vergelijkbare homecomputer uit te brengen. Het bedrijf richtte dochteronderneming Oric Products International op en bracht in 1983 de Oric-1 op de markt.
Op 13 oktober 1983 werd de fabriek van Kenure Plastics in Berkshire, waar de Oric-1 geproduceerd werd, getroffen door een brand waarbij ongeveer 7000 Oric-machines werden vernietigd. De fabriek werd herbouwd, maar een aanzienlijke voorraad onderdelen (waaronder 15.000 oude ROM's) voor de Oric-1 ging verloren.

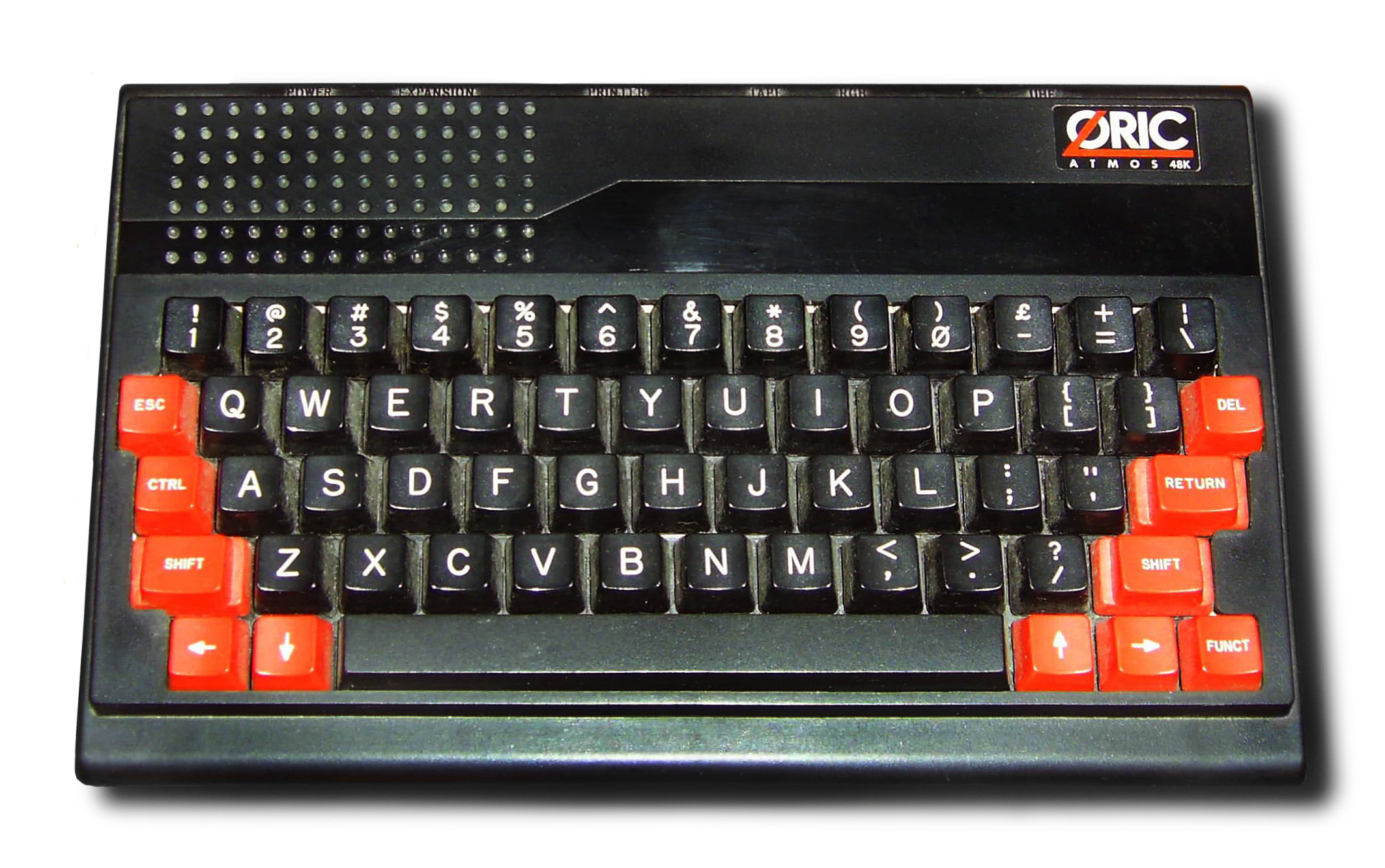
Oric Atmos

Er werden ongeveer 160.000 exemplaren van de Oric-1 verkocht in het Verenigd Koninkrijk, met nog eens 50.000 verkochte exemplaren in Frankrijk. Hoewel de verkoopsverwachting van 350.000 exemplaren niet gehaald werd, was het genoeg voor Oric International om opgekocht te worden door Edenspring. Dit maakte het mogelijk om de Oric Atmos te ontwikkelen, de opvolger van de Oric-1 met een verbeterd toetsenbord en een bijgewerkte ROM.
De Atmos kon de dalende inkomsten van Oric echter niet keren. Hoewel er begin 1985 verschillende nieuwe modellen aangekondigd werden, waaronder de Oric Stratos en zelfs een IBM PC-compatibel en een MSX-compatibel toestel, werd Oric International op 2 februari 1985 onder curatele geplaatst.
Het Franse bedrijf Eureka kocht de restanten van Oric International op en bleef de Stratos onder die naam produceren, gevolgd door de Oric Telestrat eind 1986.
In december 1987, na de aankondiging van de Telestrat 2, ging Oric International voor de tweede en laatste keer failliet.